# 于爾西
于爾西（法語：Ursy，法語發音：[yʁsi]）是瑞士弗里堡州的一个市镇，位於該國西部，面積14.96平方公里，海拔高度704米，截至2018年12月31日总人口为3,198人。

## 外部連結
- Official website（页面存档备份，存于） （法文）